# Coelogyne distans
Coelogyne distans é uma espécie de orquídea epífita, família Orchidaceae, originária de Borneu.